# Österreichischer Volleyballverband
Der Österreichische Volleyballverband (ÖVV) ist der Fachverband des Volleyballsports in Österreich. Er wurde am 14. März 1953 gegründet und ist Mitglied des Internationalen Volleyball-Verbandes (FIVB) und des Europäischen Volleyball-Verbandes (CEV).
Der ÖVV organisiert österreichische Meisterschaften für Frauen und für Männer, deren Gewinner der Österreichische Staatsmeister ist, den Österreichischen Volleycup für Frauen und für Männer und Beachvolleyballbewerbe.

## Geschichte
Der Österreichische Volleyballverband wurde am 14. März 1953 von Rudolf Hautmann gegründet, der erster Präsident des Verbandes wurde. Die ersten Gründungsvereine waren aus Wien, aus der Wiener Umgebung und aus Niederösterreich.
Vereine in Wien
- Turn und Sportvereine:
Turnverein Sokol X, Polizeisportverein Gruppe Süd, SK Görz 33, Turnverein Sokol Vídeň I a V, SC Olympia 33, Sokol Wien II, SV Rapid Wieden, I. Brigittenauer Volleyballkub, Kultur- und Sportverein Zentraltanklager Lobau, DTJ Wien, ASV Trauzl-Volley, WAT X, Sokol XV, SC Wienerfeld, TV Sokol Leopoldstadt und ASK Erlaa.

- Mannschaften aus gewerblichen Betrieben:
KSV Fiat, Sportklub Weberei Sellner, AS Autobasis, OROP, ASK Bau-Montage Sektion Volleyball, Kulturreferat OSRAM, SCS Vereinigung der Tschechen und Slowaken in Österreich, Raffinerie Lobau, Team vom Waagner-Biro-Werk, S. Kr. SAT-Volleyball, AEG UNION Elektrizitäts-Gesellschaft, SC LOFAG (Wiener Lokomotivwerk), Vinzenz Wagner Betriebssportverein, Alt Erlaa Färberei, Volleyball Sektion Akku, Siemens Schuckert, SV Brown Boveri, Wiener Brückenbau, BSV Autowerk, Siemens-Schuckert, Sportclub Hofherr–Schrantz und ASV Industrie XXII

- Sonstige Teams:
KSV Schicht, SV Wien Film – Rosenhügel, GRITLI, Arbeiter Sportverein DDSG Wien, SC Dräger, Volkshaus Hernals, Globus, Französisches Lyzeum, Sozialistische Jugend XI, Vereinigung Türkischer Studenten und SC Haus der Jugend.

Vereine in Wien-Umgebung und Niederösterreich
Aderklaa, Perchtoldsdorf, Rumpel, König&Bauer, Brunn/Gebirge, Wr. Neustädter Strumpffabrik Meyer, Turbine Voith St. Pölten, Berndorf, Raxwerke Wr. Neustadt und Fischauerstraße Wr. Neustadt

## Organisation

### Vorstand
Der Verstand besteht aus:
- ÖVV-Präsident
- ÖVV-Vizepräsident (Verwaltung & Finanzen)
- ÖVV-Vizepräsident (Vertreter Landesverbände)
- ÖVV-Vizepräsident (Bundesligen)
- ÖVV-Vizepräsident (Beachvolleyball)
- ÖVV-Spielervertreter
- ÖVV-Rechnungsprüfer

Präsidenten

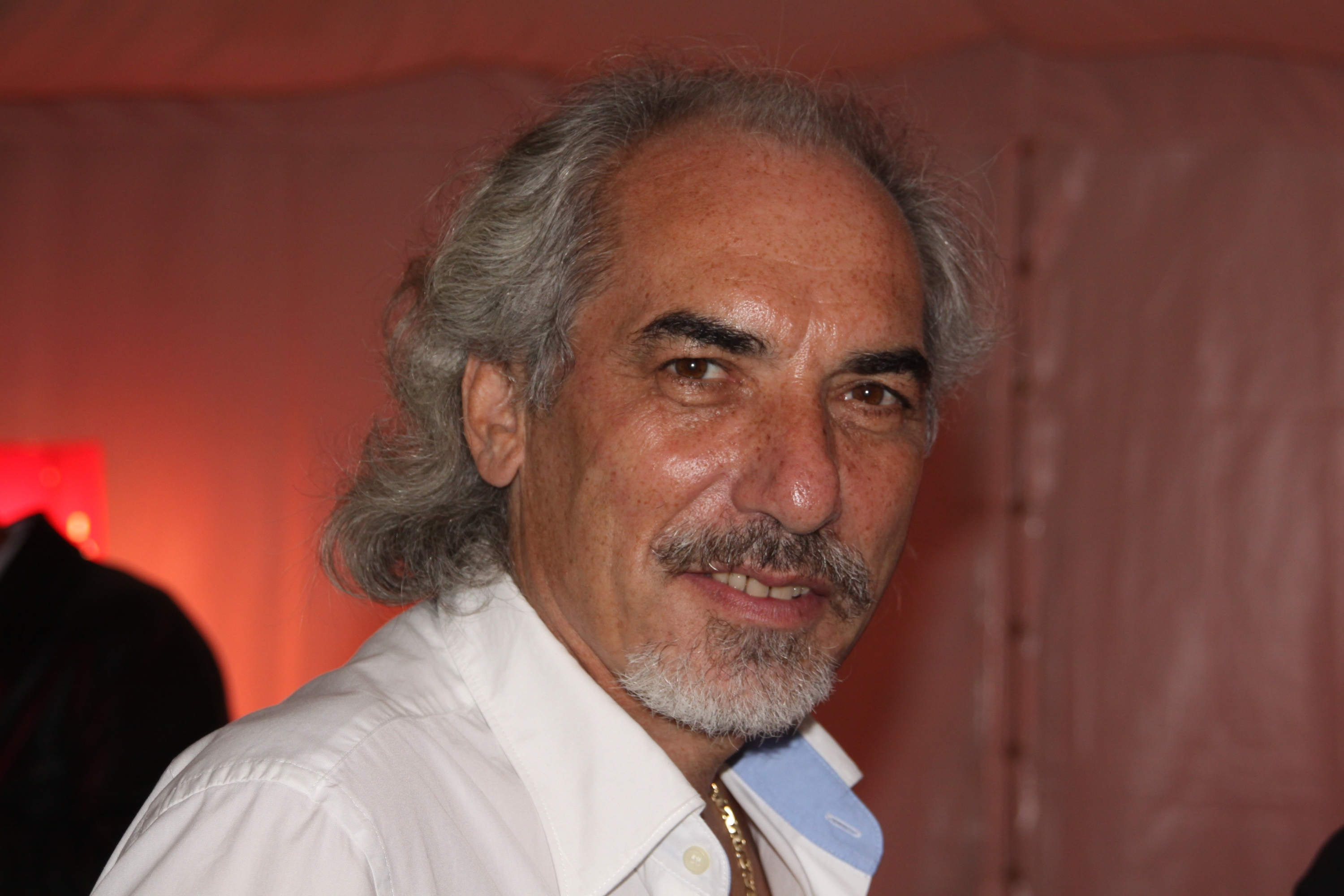
Peter Kleinmann (Präsident 2001–2017)

- 14. März 1953–1968: Rudolf Hautmann
- 1968–1985: Heinz Badner[1]
- 1985 bis 2001: keine Informationen
- 7. April 2001–23. September 2017: Peter Kleinmann[2]
- seit 23. September 2017: Gernot Leitner

### Präsidentenkonferenz
In der Präsidentenkonferenz sitzen die Landespräsidenten der Landesverbände:
- Burgendländischer Volleyball Verband (BVV)
- Kärntner Volleyball Verband (KVV)
- Niederösterreichischer Volleyball Verband (NÖVV)
- Oberösterreichischer Volleyball Verband (OÖVV)
- Salzburger Volleyball Verband (SVV)
- Steirischer Volleyball Verband (StVV)
- Tiroler Volleyball Verband (TVV)
- Vorarlberger Volleyball Verband (VVV)
- Wiener Volleyball Verband (WVV)

### Geschäftsstelle
In der Geschäftsstelle sind
- ÖVV-Generalsekretär
- Technischer Direktor
- Sportdirektor Volleyball
- Sportdirektor Beachvolleyball
- Nachwuchskoordinator
- Teammanager Volleyball/Verwaltung
- Wettspiel- & Ligenadministration
- Beachvolleyball Koordinator & International
- Beachvolleyball national

### Referate
Der Österreichische Volleyballverband unterscheidet folgende Referate:
- Rechtsreferat
- Wettspielreferat
- Meldereferat
- Schiedsrichterreferat
- Ausbildungsreferat
- Beach Volleyballreferat
- Schülerligareferat
- Sportreferat
- Materialprüfungsreferat
- ParkVolley-Referat
- Mixed-Referat
- Snow Volleyball-Referat
- Medizinisches Referat
- Medien-Referat

## Volleyballbewerbe

### Meisterschaft (Halle)
Männer
- 1. Bundesliga – Austrian Volley League (AVL)
- 2. Bundesliga in 2 Gruppen
- Landesligen

Frauen
- 1. Bundesliga – Austrian Volley League Women (AVLW)
- 2. Bundesliga in 2 Gruppen
- Landesligen

Übersicht der Meister
| Jahr | Männer                       | Frauen                      |
| ---- | ---------------------------- | --------------------------- |
| 2022 | Union Volleyball Waldviertel | ASKÖ Linz Steg              |
| 2021 | UVC Holding Graz             | ASKÖ Linz Steg              |
| 2020 | nicht vergeben               | nicht vergeben              |
| 2019 | SK Posojilnica Aich/Dob      | ASKÖ Linz Steg              |
| 2018 | SK Posojilnica Aich/Dob      | UVC Holding Graz            |
| 2017 | Hypo Tirol Volleyballteam    | SG SVS Post SV              |
| 2016 | Hypo Tirol Volleyballteam    | SG SVS Post SV              |
| 2015 | Hypo Tirol Volleyballteam    | SG SVS Post SV              |
| 2014 | Hypo Tirol Volleyballteam    | SG SVS Post SV              |
| 2013 | SK Posojilnica Aich/Dob      | SG SVS Post SV              |
| 2012 | Hypo Tirol Volleyballteam    | SG SVS Post SV              |
| 2011 | Hypo Tirol Volleyballteam    | SG SVS Post SV              |
| 2010 | Hypo Tirol Volleyballteam    | SG SVS Post SV              |
| 2009 | Hypo Tirol Volleyballteam    | SG SV Schwechat/Post SV     |
| 2008 | aon hotVolleys Wien          | SG SV Schwechat/Post SV     |
| 2007 | aon hotVolleys Wien          | SG SV Schwechat/Post SV     |
| 2006 | Hypo Tirol Volleyballteam    | SG SV Schwechat/Post SV     |
| 2005 | Hypo Tirol Volleyballteam    | SG SV Schwechat/PSV Kuoni   |
| 2004 | Aon hotVolleys               | SG SV Schwechat/PSV Kuoni   |
| 2003 | Vienna hotVolleys            | SG SV Schwechat/PSV Kuoni   |
| 2002 | Vienna hotVolleys            | SG SV Schwechat/PSV Telekom |
| 2001 | e.on hotvolleys              | Post SV Wien                |
| 2000 | Bayernwerk                   | Post SV-Telekom Austria     |
| 1999 | Donaukraft Wien              | Fujitsu-Post SV Wien        |
| 1998 | Donaukraft Wien              | Fujitsu-Post SV Wien        |
| 1997 | Donaukraft Wien              | Post SV Wien-Gulet          |
| 1996 | Donaukraft Wien              | Post SV Wien-Gulet          |
| 1995 | Paris Lodron Salzburg        | Post SV Wien-Gulet          |
| 1994 | Donaukraft Wien              | Post SV Wien-Teleges        |
| 1993 | Donaukraft Wien              | SG UVC/Wüstenrot Salzburg   |
| 1992 | Donaukraft Wien              | Post SV Wien-Teleges        |
| 1991 | Sokol V                      | Post SV Wien-Teleges        |
| 1990 | TJS MÖMA                     | Post SV Wien-P.S.K.         |
| 1989 | TJS MÖMA                     | Post SV Wien-P.S.K.         |
| 1988 | TJS MÖMA                     | Post SV Wien                |
| 1987 | TJS MÖMA                     | Post SV Wien                |
| 1986 | TJ Sokol V Wien              | SG IAC/ITV                  |
| 1985 | Club A. Tyrolia Wien         | Post SV Wien                |
| 1984 | Club A. Tyrolia Wien         | Post SV Wien                |
| 1983 | Club A. Tyrolia Wien         | TJ Sokol V Wien             |
| 1982 | POST SV Wien                 | SC ÖMV Blau Gelb Wien       |
| 1981 | Club A. Tyrolia              | SC ÖMV Blau Gelb Wien       |
| 1980 | Sokol V Wien                 | SC ÖMV Blau Gelb Wien       |
| 1979 | DTJ Wien                     | SC ÖMV Blau Gelb Wien       |
| 1978 | DTJ Wien                     | Post SV Wien                |
| 1977 | DTJ Wien                     | Post SV Wien                |
| 1976 | DTJ Wien                     | Post SV Wien                |
| 1975 | DTJ Wien                     | Post SV Wien                |
| 1974 | DTJ Wien                     | Post SV Wien                |
| 1973 | DTJ Wien                     | Post SV Wien                |
| 1972 | DTJ Wien                     | SC ÖMV Blau Gelb Wien       |
| 1971 | ESV Pradl Innsbruck          | SC ÖMV Blau Gelb Wien       |
| 1970 | ESV Pradl Innsbruck          | SC ÖMV Blau Gelb Wien       |
| 1969 | ESV Pradl Innsbruck          | SC ÖMV Blau Gelb Wien       |
| 1968 | Sokol X Wien                 | SC ÖMV Blau Gelb Wien       |
| 1967 | SC ÖMV Blau Gelb Wien        | SC ÖMV Blau Gelb Wien       |
| 1966 | SC ÖMV Blau Gelb Wien        | SK Slovan Olympia Wien      |
| 1965 | SC ÖMV Blau Gelb Wien        | SC ÖMV Blau Gelb Wien       |
| 1964 | SC ÖMV Blau Gelb Wien        | SK Slovan Olympia Wien      |
| 1963 | SC ÖMV Blau Gelb Wien        | SK Slovan Olympia Wien      |
| 1962 | SC ÖMV Blau Gelb Wien        | SK Slovan Olympia Wien      |
| 1961 | SC ÖMV Blau Gelb Wien        | SK Slovan Olympia Wien      |
| 1960 | SC ÖMV Blau Gelb Wien        | ÖMV Olympia Wien            |
| 1959 | SC ÖMV Blau Gelb Wien        | Sokol V Wien                |
| 1958 | ÖMV Vösendorf Wien           | Sokol V Wien                |
| 1957 | ÖMV Olympia Wien             | Sokol V Wien                |
| 1956 | TJ Sokol X Wien              | Sokol V Wien                |
| 1955 | TJ Sokol X Wien              | Sokol V Wien                |
| 1954 | TJ Sokol X Wien              | Sokol V Wien                |
| 1953 | TJ Sokol X Wien              | Sokol V Wien                |

### Volleyballcup (Halle)
- Volleyballcup der Frauen
- Volleyballcup der Männer

### Beachvolleyball
Der ÖVV organisiert Wettbewerbe im Beachvolleyball für Frauen und Männer. Im Mittelpunkt steht dabei die Austrian Beach Volleyball Tour. Sie umfasst neben der Pro Tour für die Profispieler auch eine Juniors Tour für den Nachwuchs und eine Amateurs Tour für Amateur- und Hobbyspieler. Am Ende der Pro Tour steht jedes Jahr die österreichische Beachvolleyball-Meisterschaft.